# Бондуфл
Бондуфл (фр. Bondoufle) је насељено место у Француској у региону Париски регион, у департману Есон.
По подацима из 2011. године у општини је живело 9222 становника, а густина насељености је износила 1364,2 становника/km².

## Демографија
| 1962. | 1968. | 1975. | 1982. | 1990. | 1999. | 2011. |
| ----- | ----- | ----- | ----- | ----- | ----- | ----- |
| 261   | 285   | 2.097 | 8.120 | 7.719 | 9.283 | 9.222 |